# Lasioglossum pulveris
Lasioglossum pulveris là một loài Hymenoptera trong họ Halictidae. Loài này được Cockerell mô tả khoa học năm 1930.